# Typex
Typex (alternativno Type X ili TypeX) britanski je stroj za šifriranje temeljen na rotorima koji se koristio od 1937. Bio je adaptacija njemačke Enigme s nizom poboljšanja koja su uvelike povećala njegovu sigurnost. Proizveo ga je 1937. O. G. Lywood kako bi i Britanija imala siguran stroj za šifriranje poput njemačke Enigme. 

## Povijest
Godine 1934. O. G. Lywood, časnik britanskog Kraljevskog zrakoplovstva (RAF) posudio je od britanske obavještajne službe GCCS (akronim od Government Code and Cypher School, od 1946. Government Communications Headquarters - GCHQ) jednu Enigmu. Zajedno s troje suradnika počeo je izgrađivati kopiju Enigme koristeći uglavnom dijelove s komercijalnih teleprintera koji su se tada koristili u RAF-u. Nakon tri godine rada proizveli su stroj koji su nazvali „RAF Enigma s Type-X dodatcima“ (RAF Enigma with Type-X Attachments).
Lywoodov stroj bio je ogroman, teži od 55 kg i trebao je napajanje od 230 V izmjenične električne struje.  Prednost u odnosu na Enigmu bila je ta što se moglo simultano ispisivati otvoreni tekst i šifirirani tekst na papirnatu traku i to 50 riječi u minuti, dok je kod Enigme svako slovo koje bi zasvijetlilo moralo biti zapisano od strane osobe koja je asistirala operateru Enigme.
Lywood je 1937. pokazao svoju zamisao odboru za šifre koji je odbio odobriti novce za financiranje daljnjeg razvoja. Razvoj je odlučio nastaviti RAF na vlastitu odgovornost i dopustio je Lywoodu da svoj prototip odnese u malu obiteljsku tvrtku Creed & Company u Londonu koja je proizvodila elektromehaničke teleprintere za britansku poštu. Oni su izradili 29 strojeva baziranih na Lywoodovu prototipu. Nazvali su ih Type-X Mk I i s njima je opskrbljen glavni stožer RAF-a. Nakon toga na uređaju su napravljena brojna poboljšanja pa je do 28.5.1937. proizveden puno bolji stroj nazvan Typex Mk II. On je 14.6.1937. pokazan odboru za šifre koji ga je ovaj put odmah odobrio i naručio 350 uređaja.
Sljedećih godina proizvedeno je nekoliko modela ovog stroja koji nisu bili međusobno kompatibilni. Typex Mk VIII bio je prvi model kompatibilan s ostalim Typex strojevima. Mogao je slati i primati Morseov kod i automatski ga pretvarati u ispisani otvoreni tekst. Nakon što je Amerika ušla u rat, 1942. ili 1943. zapovjednik američke ratne mornarice Don Seiler modificirao je Typex Mk VIII tako da bude kompatibilan s američkim strojem za šifriranje ECM odnosno SIGABA. Tako je nastao kombinirani stroj „Combined Cipher Machine (CCM)“.  Procijenjeno je da je do kraja Drugog svjetskog rata proizvedeno oko 12.000 Typex strojeva.

## Prinicip rada
Typex je imao više varijanti, ali u osnovi je bio rotor-bazirani stroj s pet rotora i jednim reflektorom. Dva od tih pet rotora, IV i V bili su statični i kad su inicijalno bili postavljeni u stroj, nisu se pomicali za vrijeme šifriranja. Svaki rotor imao je više zareza koji su okretali susjedne rotore.
Neki Typexovi rotori dolazili su u dva dijela: ožičana cjevčica bila je umetnuta u metalno kućište. Različita kućišta imala su različit broj zareza oko oboda, kao na primjer pet, sedam ili devet zareza. Svaka cjevčica mogla se umetnuti u kućište na dva različita načina, tako da je se okrenulo. Za vrijeme korištenja, svi rotori u stroju koristili su kućišta s istim brojem zareza. Na rotorima je svaki električni kontakt bio podvostručen tako da se poveća pouzdanost. Na nekim modelima operater je mogao postići 20-50 riječi u minuti, a izlazni šifrirani ili otvoreni tekst ispisivao se na papirnatu traku. 

## Vanjske poveznice
- Jerry Proc. Typex
- en:Wikipedia. Typex